# Бенашвили, Дмитрий Георгиевич

На церемонии переноса праха Бараташвили из пантеона Дидубе в пантеон Мтацминда. Справа-налево, стоят — Георгий Леонидзе, Константин Гамсахурдиа, Александр Кутатели, Владимир Глонти, Дмитрий Бенашвили, Ило Мосашвили, Павел Ингороква, Гиго Хечуашвили, Шалва Дадиани, Григол Цецхладзе, Алио Мирцхулава, Сумбаташвили (племянник Бараташвили, сын сестры Н. Бараташвили — Софии), Е. Леонидзе (жена Г. Леонидзе), Серго Клдиашвили, Платон Кешелава. Сидят Ираклий Абашидзе и Ражден Гветадзе (слева). 1938 год.

Бенашви́ли, Дмитрий Георгиевич (груз. დიმიტრი გიორგის ძე ბენაშვილი, 25 ноября 1910 года, село Земо-Мачхаани, ныне в Дедоплисцкаройском муниципалитете края Кахетия, Грузия — 28 июня 1982 года, Тбилиси) — грузинский советский литературный критик и литературовед.

## Биография
Окончил филологический факультет Тбилисского университета.
Как литературный критик выступал с 1928 года. Редактировал журнал «Чвени таоба» («Наше поколение»), сыгравшего положительную роль в воспитании молодых писателей. Автор литературно-критических статей и монографий о классиках грузинской литературы: «Александр Казбеги» (1932), «Важа-Пшавела» (1949) и о своих современниках, а также работ, посвященных проблемам социалистического реализма и марксистско-ленинской эстетики.
Доктор филологических наук
Похоронен в Дидубийском пантеоне.